# Górnik Zabrze

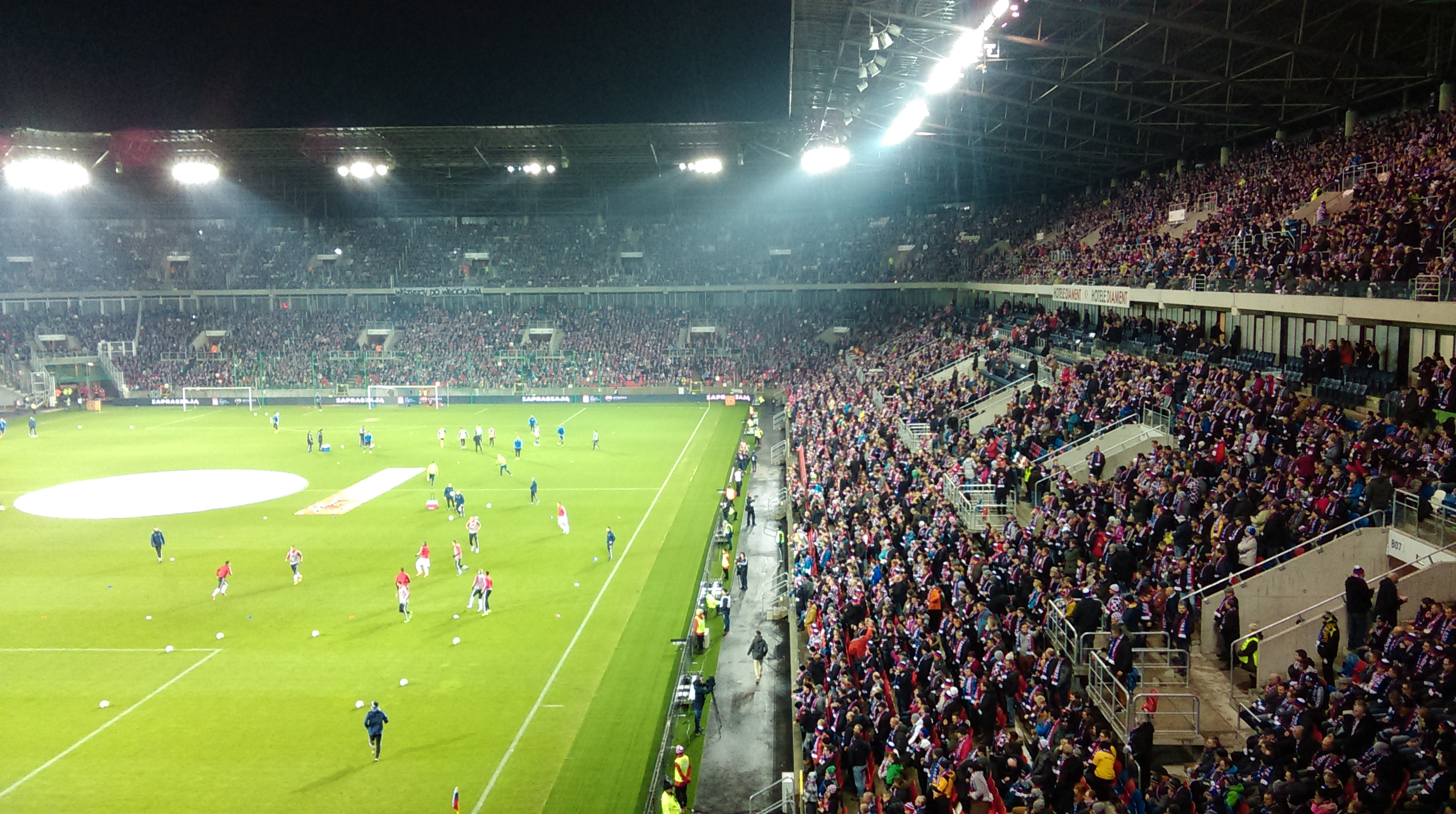
Ernest Pohl Stadion

Górnik Zabrze (uitspraak: [ˈɡurɲiɡ ˈzabʐɛ], ong. goernieg zabzje ["g" als in zakdoek]), volledige naam Klub Sportowy Górnik Zabrze, is een voetbalclub uit de stad Zabrze in Polen. De club werd op 14 december 1948 opgericht. De clubkleuren zijn wit/blauw/rood. Tot 2020 was de club de succesvolste club van het land met 14 titels, en kreeg toen Legia Warschau langs zich, dat een jaar later zelfs over hen heen wipte. De club speelt sinds 1956 in de hoogste klasse met uitzondering van drie afzonderlijke seizoenen. 
De naam Górnik betekent in het Pools mijnwerker en verwijst naar de mijnbouw waar de stad Zabrze zijn ontwikkeling aan te danken heeft.
Górnik Zabrze kent een rijke historie met vele landskampioenschappen. Het grootste internationale succes werd in het seizoen 1969/1970 behaald. Górnik haalde in dit jaar de finale van de Europacup II maar verloor met 1-2 van Manchester City.

## Erelijst
- Pools landskampioenschap (14x):

1957, 1959, 1961, 1963, 1964, 1965, 1966, 1967, 1971, 1972, 1985, 1986, 1987, 1988.
- Poolse beker (6x):

1965, 1968, 1969, 1970, 1971, 1972.
- Poolse Supercup (1x):

1988.
- Europacup II:

Finalist (1x): 1969/70

## Górnik Zabrze in Europa
Górnik Zabrze speelt sinds 1961 in diverse Europese competities. Hieronder staan de competities en in welke seizoenen de club deelnam:
- Champions League

-
- Europacup I (12x)

1961/62, 1963/64, 1964/65, 1965/66, 1966/67, 1967/68, 1971/72, 1972/73, 1985/86, 1986/87, 1987/88, 1988/89
- Europa League (1x)

2018/19
- Europacup II (2x)

1969/70, 1970/71
- UEFA Cup (5x)

1974/75, 1977/78, 1989/90, 1991/92, 1994/95
- Intertoto Cup (1x)

1995

## Spelers
Bekende (oud-)spelers:
- Włodzimierz Lubański (ex-Lokeren)
- Arkadiusz Milik (sinds 2016 actief bij SSC Napoli).
- Andrzej Niedzielan (ex-NEC)
- Tomasz Wałdoch (ex-Schalke 04)
- Jerzy Wilim (ex-Telstar)
- Giorgos Giakoumakis (VVV Venlo)

Volledige lijst: